# 피플 게임
피플 게임(영어: People Game)은 웹 브라우저를 기반으로 한 일본의 다중 사용자 온라인 실시간 연애 게임이다. 배포형 CGI 게임이며, 현재 한국어 번역판도 있어 대한민국에서도 플레이할 수 있다. 한국엔 주로 피플게임이라는 이름으로 알려졌다. 운영자에 따라 ○○○(가칭) 피플이라는 사이트로 운영되고 있으며, 커뮤니티의 성격을 보인다.

## 역사
오리지널 버전은 2003년 경, 일본의 MISSING LINK (현재 폐쇄)에서 제작하였다. 설치가 간단하고 개조가 쉬워, 같은 시기 배포형 CGI 게임 중 큰 인기를 끌었다. 한국에서도 번역판이 공개되기 전에는 운영자가 직접 번역하여 운영하였다. 추후 adonas가 한글화를 한 번역판을 올리자 피플게임 사이트가 활성화되었다. 초창기 업그레이드 피플, P-PLE 등의 피플게임 사이트가 인기를 끌었다. 현재는 배포 사이트의 폐쇄와 사전 심의 제도로 인해 모든 사이트들이 운영하지 않게 되어 쇠퇴하였다. 일본에 부하가 없는 PHP 버전이 만들어졌다는 소문이 있으나 확인된 바는 없다.

### 시작하기
일정 기간 동안 계정을 사용하지 않으면 자동으로 삭제된다.
계정을 생성할 때 요구하는 사항은 다음과 같다.
- 이름: ID와 같다.
- 패스워드: 암호이다. (암호화를 할 수 있는 옵션이 있다)
- 아이콘: 캐릭터의 아이콘이다. 개조시 변경 가능하다. (주로 아바타가 쓰이고 있다)
- 성별: 남/여를 구분할 수 있다.
- 메일: 이메일 주소를 적는 란이다.

로그인을 하면 8덕을 적는 공간이 있다.

### 일반
사용자는 게임을 통해, 가상 캐릭터인 '피플'을 키워 연애를 할 수 있고, 직업을 가질수도 있다.
나중엔 이성 캐릭터와 결혼을 할 수 있으며 아이를 가질수 있다. 게임의 수명 또한 정해져 있지만, 무제한으로 할 수도 있다. 다만, 게임이 오래 진행될수록 흥미도가 떨어질 수 있다.

### 기능
- 격려: 격려를 통해 '피플'을 기분 좋게 해 줄 수 있음
- 치료: 격려를 일정 기간 동안 하지 않아 병에 걸렸을 때 꼭 해 줘야 하는 기능
- 쇼핑: 쇼핑을 하여 각종 아이템을 구입할 수 있음

신용카드와 휴대폰을 구입하면 쪽지 또는 연락 기능을 사용할 수 있음
- 은행: 돈을 입금할 수 있는 기능
- 직업선택: 직업마다 진급 속도나 수입이 다르다
- 기타: 개조를 통해 다양한 기능들이 배포되고 있음

### 기타
- 아바타와 연동
- 데이터 백업
- 공부
- 복덕방
- 주식
- 복권

또, 게임 제공 주체에 따라 아이템 되팔기, 로또, 미니게임 등 여러 가지가 지원된다.

## 동작 환경

### 서버
공용 게이트웨이 인터페이스가 필요하다.

### 클라이언트
웹 브라우저와 마우스가 필요하다.

## 같이 보기
- 온라인 게임 목록
- 웹게임